# Пети фур
Пети фур (фр. petit four) је мала посластица или умами предјело величине залогаја. Назив је француског порекла, petit four (француски изговор: ), што значи „мала рерна”.
У Француској, у 18. и 19. веку пећи на гас нису постојале. Коришћене су фруне (холандског дизајна), којима је требало дуго да се загреју за печење хлеба, али и да се охладе. Пекари су пећнице користили током процеса хлађења, искоришћавајући ускладиштену топлоту, за печење пецива. То се називало печење à petit four (дословно „у малој рерни”), нижа температура која је омогућавала печење пецива.

## Врсте
Постоје три врсте пети фура:
- Glacé (застакљени), украшени ситни колачи покривени фонданом
- Salé (сољени), слано предјело величине залогаја, обично се служи на коктел забавама
- Sec (суви), глатки бисквит, печени колач од беланаца, макарона и лиснатог теста

У француској посластичарници, разни мали десерти обично се називају mignardises, док се тврди, маслачни кекси називају petits fours.